# П'ятковологівська сільська рада
П'я́тковоло́гівська сільська рада (рос. Пятковологовский сельский совет) — сільське поселення у складі Волчихинського району Алтайського краю Росії.
Адміністративний центр та єдиний населений пункт — село П'ятков Лог.

## Населення
Населення — 312 осіб (2019; 399 в 2010, 489 у 2002).